# أليكسي ميرانتشوك
أليكسي أندرييفتش ميرانتشوك (بالروسية: Алексей Андреевич Миранчук) (و. 17 أكتوبر 1995) هو لاعب كرة قدم روسي. هو الأخ التوأم للاعب أنطون ميرانتشوك.

## روابط خارجية
- أليكسي ميرانتشوك على موقع الاتحاد الدولي (مؤرشف)  (الإنجليزية)
- أليكسي ميرانتشوك على موقع الاتحاد الأوربي (الإنجليزية)
- أليكسي ميرانتشوك على موقع الدوري الأمريكي (الإنجليزية)
- أليكسي ميرانتشوك على موقع قاعدة بيانات كرة القدم.إي يو (الإنجليزية)
- أليكسي ميرانتشوك على موقع ليكيب (الفرنسية)
- أليكسي ميرانتشوك على موقع ناشيونال فوتبول تيمز (الإنجليزية)
- أليكسي ميرانتشوك على موقع Soccerway.com (الإنجليزية)
- أليكسي ميرانتشوك على موقع عالم كرة القدم.نت (الإنجليزية)
- أليكسي ميرانتشوك على موقع AS.com (الإسبانية)